# Jonas Brothers/Diskografie
Diese Diskografie ist eine Übersicht über die musikalischen Werke der US-amerikanischen Pop-Musikgruppe Jonas Brothers. Den Quellenangaben und Schallplattenauszeichnungen zufolge hat sie bisher mehr als 35 Millionen Tonträger verkauft, davon alleine in ihrer Heimat über 21,3 Millionen. Ihre erfolgreichste Veröffentlichung ist die Single Sucker mit über 8,6 Millionen verkauften Einheiten.

## Alben

### Studioalben
| Jahr | Titel Musiklabel                                      | Höchstplatzierung, Gesamtwochen, AuszeichnungChartplatzierungen (Jahr, Titel, Musiklabel, Platzierungen, Wochen, Auszeichnungen, Anmerkungen) | Höchstplatzierung, Gesamtwochen, AuszeichnungChartplatzierungen (Jahr, Titel, Musiklabel, Platzierungen, Wochen, Auszeichnungen, Anmerkungen) | Höchstplatzierung, Gesamtwochen, AuszeichnungChartplatzierungen (Jahr, Titel, Musiklabel, Platzierungen, Wochen, Auszeichnungen, Anmerkungen) | Höchstplatzierung, Gesamtwochen, AuszeichnungChartplatzierungen (Jahr, Titel, Musiklabel, Platzierungen, Wochen, Auszeichnungen, Anmerkungen) | Höchstplatzierung, Gesamtwochen, AuszeichnungChartplatzierungen (Jahr, Titel, Musiklabel, Platzierungen, Wochen, Auszeichnungen, Anmerkungen) | Anmerkungen                                                 |
| Jahr | Titel Musiklabel                                      | DE | AT | CH | UK | US | Anmerkungen                                                 |
| ---- | ----------------------------------------------------- | --- | --- | --- | --- | --- | ----------------------------------------------------------- |
| 2006 | It’s About Time Columbia Records (Sony BMG)           | — | — | — | — | US91 (1 Wo.)US | Erstveröffentlichung: 8. August 2006 Verkäufe: + 123.000    |
| 2007 | Jonas Brothers Hollywood Records (EMI)                | DE19 (12 Wo.)DE | AT14 (13 Wo.)AT | CH53 (9 Wo.)CH | UK9 Gold · (16 Wo.)UK | US5 Platin · (73 Wo.)US | Erstveröffentlichung: 7. August 2007 Verkäufe: + 2.876.500  |
| 2008 | A Little Bit Longer Hollywood Records (UMG)           | DE23 (4 Wo.)DE | AT27 (4 Wo.)AT | CH55 (8 Wo.)CH | UK19 Gold · (12 Wo.)UK | US1 Platin · (28 Wo.)US | Erstveröffentlichung: 12. August 2008 Verkäufe: + 2.590.000 |
| 2009 | Lines, Vines and Trying Times Hollywood Records (UMG) | DE56 (1 Wo.)DE | AT33 (4 Wo.)AT | CH46 (4 Wo.)CH | UK9 (4 Wo.)UK | US1 (14 Wo.)US | Erstveröffentlichung: 16. Juni 2009 Verkäufe: + 295.000     |
| 2019 | Happiness Begins Republic Records (UMG)               | DE17 (3 Wo.)DE | AT14 (2 Wo.)AT | CH16 Gold · (2 Wo.)CH | UK2 Silber · (5 Wo.)UK | US1 Platin · (56 Wo.)US | Erstveröffentlichung: 7. Juni 2019 Verkäufe: + 1.330.000    |
| 2023 | The Album Republic Records (UMG)                      | DE99 (1 Wo.)DE | — | CH88 (1 Wo.)CH | UK3 (1 Wo.)UK | US3 (3 Wo.)US | Erstveröffentlichung: 12. Mai 2023                          |
| 2025 | Greetings From Your Hometown Republic Records (UMG)   | — | — | — | — | US6 (… Wo.)US | Erstveröffentlichung: 8. August 2025                        |

### Livealben
| Jahr | Titel Musiklabel                                 | Höchstplatzierung, Gesamtwochen, AuszeichnungChartplatzierungen (Jahr, Titel, Musiklabel, Platzierungen, Wochen, Auszeichnungen, Anmerkungen) | Höchstplatzierung, Gesamtwochen, AuszeichnungChartplatzierungen (Jahr, Titel, Musiklabel, Platzierungen, Wochen, Auszeichnungen, Anmerkungen) | Höchstplatzierung, Gesamtwochen, AuszeichnungChartplatzierungen (Jahr, Titel, Musiklabel, Platzierungen, Wochen, Auszeichnungen, Anmerkungen) | Höchstplatzierung, Gesamtwochen, AuszeichnungChartplatzierungen (Jahr, Titel, Musiklabel, Platzierungen, Wochen, Auszeichnungen, Anmerkungen) | Höchstplatzierung, Gesamtwochen, AuszeichnungChartplatzierungen (Jahr, Titel, Musiklabel, Platzierungen, Wochen, Auszeichnungen, Anmerkungen) | Anmerkungen                             |
| Jahr | Titel Musiklabel                                 | DE | AT | CH | UK | US | Anmerkungen                             |
| ---- | ------------------------------------------------ | --- | --- | --- | --- | --- | --------------------------------------- |
| 2009 | Live: Walmart Soundcheck Hollywood Records (UMG) | — | — | — | — | — | Erstveröffentlichung: 10. November 2009 |
| 2013 | LiVe Selbstverlag                                | — | — | — | — | — | Erstveröffentlichung: 26. November 2013 |

### Kompilationen
| Jahr | Titel Musiklabel                                    | Höchstplatzierung, Gesamtwochen, AuszeichnungChartplatzierungen (Jahr, Titel, Musiklabel, Platzierungen, Wochen, Auszeichnungen, Anmerkungen) | Höchstplatzierung, Gesamtwochen, AuszeichnungChartplatzierungen (Jahr, Titel, Musiklabel, Platzierungen, Wochen, Auszeichnungen, Anmerkungen) | Höchstplatzierung, Gesamtwochen, AuszeichnungChartplatzierungen (Jahr, Titel, Musiklabel, Platzierungen, Wochen, Auszeichnungen, Anmerkungen) | Höchstplatzierung, Gesamtwochen, AuszeichnungChartplatzierungen (Jahr, Titel, Musiklabel, Platzierungen, Wochen, Auszeichnungen, Anmerkungen) | Höchstplatzierung, Gesamtwochen, AuszeichnungChartplatzierungen (Jahr, Titel, Musiklabel, Platzierungen, Wochen, Auszeichnungen, Anmerkungen) | Anmerkungen                                                |
| Jahr | Titel Musiklabel                                    | DE | AT | CH | UK | US | Anmerkungen                                                |
| ---- | --------------------------------------------------- | --- | --- | --- | --- | --- | ---------------------------------------------------------- |
| 2019 | Music from Chasing Happiness Republic Records (UMG) | — | — | — | — | — | Erstveröffentlichung: 9. Mai 2019                          |
| 2023 | The Family Business Republic Records (UMG)          | — | — | — | UK— GoldUK | US112 (8 Wo.)US | Erstveröffentlichung: 17. Februar 2023 Verkäufe: + 115.000 |

### Soundtracks
| Jahr | Titel Musiklabel                                             | Höchstplatzierung, Gesamtwochen, AuszeichnungChartplatzierungen (Jahr, Titel, Musiklabel, Platzierungen, Wochen, Auszeichnungen, Anmerkungen) | Höchstplatzierung, Gesamtwochen, AuszeichnungChartplatzierungen (Jahr, Titel, Musiklabel, Platzierungen, Wochen, Auszeichnungen, Anmerkungen) | Höchstplatzierung, Gesamtwochen, AuszeichnungChartplatzierungen (Jahr, Titel, Musiklabel, Platzierungen, Wochen, Auszeichnungen, Anmerkungen) | Höchstplatzierung, Gesamtwochen, AuszeichnungChartplatzierungen (Jahr, Titel, Musiklabel, Platzierungen, Wochen, Auszeichnungen, Anmerkungen) | Höchstplatzierung, Gesamtwochen, AuszeichnungChartplatzierungen (Jahr, Titel, Musiklabel, Platzierungen, Wochen, Auszeichnungen, Anmerkungen) | Anmerkungen                                               |
| Jahr | Titel Musiklabel                                             | DE | AT | CH | UK | US | Anmerkungen                                               |
| ---- | ------------------------------------------------------------ | --- | --- | --- | --- | --- | --------------------------------------------------------- |
| 2009 | Music from The 3D Concert Experience Hollywood Records (UMG) | — | — | — | — | US3 (14 Wo.)US | Erstveröffentlichung: 24. Februar 2009 Verkäufe: + 30.000 |
| 2010 | Jonas L.A. Walt Disney Records (UMG)                         | — | — | — | — | US7 (8 Wo.)US | Erstveröffentlichung: 20. Juli 2010                       |

### EPs
| Jahr | Titel Musiklabel                              | Höchstplatzierung, Gesamtwochen, AuszeichnungChartplatzierungen (Jahr, Titel, Musiklabel, Platzierungen, Wochen, Auszeichnungen, Anmerkungen) | Höchstplatzierung, Gesamtwochen, AuszeichnungChartplatzierungen (Jahr, Titel, Musiklabel, Platzierungen, Wochen, Auszeichnungen, Anmerkungen) | Höchstplatzierung, Gesamtwochen, AuszeichnungChartplatzierungen (Jahr, Titel, Musiklabel, Platzierungen, Wochen, Auszeichnungen, Anmerkungen) | Höchstplatzierung, Gesamtwochen, AuszeichnungChartplatzierungen (Jahr, Titel, Musiklabel, Platzierungen, Wochen, Auszeichnungen, Anmerkungen) | Höchstplatzierung, Gesamtwochen, AuszeichnungChartplatzierungen (Jahr, Titel, Musiklabel, Platzierungen, Wochen, Auszeichnungen, Anmerkungen) | Anmerkungen                            |
| Jahr | Titel Musiklabel                              | DE | AT | CH | UK | US | Anmerkungen                            |
| ---- | --------------------------------------------- | --- | --- | --- | --- | --- | -------------------------------------- |
| 2008 | Be Mine Hollywood Records (UMG)               | — | — | — | — | — | Erstveröffentlichung: 2008             |
| 2009 | iTunes Live From SoHo Hollywood Records (UMG) | — | — | — | — | US160 (1 Wo.)US | Erstveröffentlichung: 24. Februar 2009 |

## Singles

### Als Leadmusiker
| Jahr | Titel Album                                    | Höchstplatzierung, Gesamtwochen, AuszeichnungChartplatzierungen (Jahr, Titel, Album, Platzierungen, Wochen, Auszeichnungen, Anmerkungen) | Höchstplatzierung, Gesamtwochen, AuszeichnungChartplatzierungen (Jahr, Titel, Album, Platzierungen, Wochen, Auszeichnungen, Anmerkungen) | Höchstplatzierung, Gesamtwochen, AuszeichnungChartplatzierungen (Jahr, Titel, Album, Platzierungen, Wochen, Auszeichnungen, Anmerkungen) | Höchstplatzierung, Gesamtwochen, AuszeichnungChartplatzierungen (Jahr, Titel, Album, Platzierungen, Wochen, Auszeichnungen, Anmerkungen) | Höchstplatzierung, Gesamtwochen, AuszeichnungChartplatzierungen (Jahr, Titel, Album, Platzierungen, Wochen, Auszeichnungen, Anmerkungen) | Anmerkungen                                                              |
| Jahr | Titel Album                                    | DE | AT | CH | UK | US | Anmerkungen                                                              |
| --- | ---------------------------------------------- | --- | --- | --- | --- | --- | ------------------------------------------------------------------------ |
| 2007 | Year 3000 Jonas Brothers                       | — | — | — | — | US31 (7 Wo.)US | Erstveröffentlichung: 12. März 2007 Verkäufe: + 40.000                   |
| 2007 | Hold On Jonas Brothers                         | — | — | — | — | US53 (7 Wo.)US | Erstveröffentlichung: 22. Mai 2007                                       |
| 2007 | S.O.S. Jonas Brothers                          | DE26 (9 Wo.)DE | AT33 (13 Wo.)AT | CH66 (11 Wo.)CH | UK13 (8 Wo.)UK | US17 (21 Wo.)US | Erstveröffentlichung: 3. August 2007 Verkäufe: + 80.000                  |
| 2008 | When You Look Me in the Eyes Jonas Brothers    | — | — | — | UK30 (5 Wo.)UK | US25 (17 Wo.)US | Erstveröffentlichung: 25. Januar 2008 Verkäufe: + 40.000                 |
| 2008 | Burnin’ Up A Little Bit Longer                 | DE35 (6 Wo.)DE | AT39 (4 Wo.)AT | — | UK30 Silber · (5 Wo.)UK | US5 ×2Doppelplatin · (12 Wo.)US | EP; Erstveröffentlichung: 19. Juni 2008 Verkäufe: + 2.425.000            |
| 2008 | Play My Music Camp Rock (O.S.T.)               | — | — | — | UK57 (1 Wo.)UK | US20 Platin · (5 Wo.)US | Erstveröffentlichung: 27. Mai 2008 Verkäufe: + 1.040.000                 |
| 2008 | Lovebug A Little Bit Longer                    | — | — | — | — | US49 (15 Wo.)US | Erstveröffentlichung: 30. September 2008 Verkäufe: + 80.000              |
| 2008 | Tonight A Little Bit Longer                    | — | — | — | — | US8 (4 Wo.)US | Erstveröffentlichung: 4. Januar 2009                                     |
| 2009 | Love Is on It’s Way The 3D Concert Experience  | — | — | — | — | US84 (1 Wo.)US | Erstveröffentlichung: 14. März 2009                                      |
| 2009 | Paranoid Lines, Vines and Trying Times         | DE65 (6 Wo.)DE | — | — | UK56 (4 Wo.)UK | US37 (5 Wo.)US | Erstveröffentlichung: 12. Mai 2009 Verkäufe: + 40.000                    |
| 2009 | Fly with Me Lines, Vines and Trying Times      | DE89 (1 Wo.)DE | — | — | — | US83 (1 Wo.)US | Erstveröffentlichung: 9. Juni 2009                                       |
| 2013 | Pom Poms –                                     | — | — | — | — | US60 (1 Wo.)US | Erstveröffentlichung: 1. April 2013                                      |
| 2013 | First Time –                                   | — | — | — | — | — | Erstveröffentlichung: 23. September 2013                                 |
| 2019 | Sucker Happiness Begins                        | DE20 Platin · (27 Wo.)DE | AT7 (28 Wo.)AT | CH12 (28 Wo.)CH | UK4 ×2Doppelplatin · (27 Wo.)UK | US1 ×5Fünffachplatin · (47 Wo.)US | Erstveröffentlichung: 1. März 2019 Verkäufe: + 8.650.000                 |
| 2019 | Cool Happiness Begins                          | — | — | CH94 (1 Wo.)CH | UK39 Silber · (7 Wo.)UK | US27 Platin · (17 Wo.)US | Erstveröffentlichung: 5. April 2019 Verkäufe: + 1.385.000                |
| 2019 | Greenlight Songland O.S.T.                     | — | — | — | — | — | Erstveröffentlichung: 21. Juni 2019                                      |
| 2019 | Only Human Happiness Begins                    | — | — | CH48 (17 Wo.)CH | UK64 Silber · (6 Wo.)UK | US18 ×2Doppelplatin · (36 Wo.)US | Erstveröffentlichung: 2. Juli 2019 Verkäufe: + 3.145.000                 |
| 2019 | Like It’s Christmas –                          | DE27 (24 Wo.)DE | AT30 (19 Wo.)AT | CH28 (20 Wo.)CH | UK53 Silber · (6 Wo.)UK | US39 Platin · (9 Wo.)US | Erstveröffentlichung: 8. November 2019 Verkäufe: + 1.350.000             |
| 2020 | What a Man Gotta Do –                          | DE67 (8 Wo.)DE | AT33 (7 Wo.)AT | CH33 (18 Wo.)CH | UK22 Platin · (20 Wo.)UK | US16 ×2Doppelplatin · (12 Wo.)US | Erstveröffentlichung: 17. Januar 2020 Verkäufe: + 3.060.000              |
| 2020 | X –                                            | DE— aDE | — | CH79 (1 Wo.)CH | UK82 (1 Wo.)UK | US33 (7 Wo.)US | Erstveröffentlichung: 15. Mai 2020 Verkäufe: + 70.000; feat. Karol G     |
| 2020 | I Need You Christmas –                         | — | — | — | UK86 (3 Wo.)UK | — | Erstveröffentlichung: 30. Oktober 2020                                   |
| 2020 | Five More Minutes –                            | — | — | — | — | — | Erstveröffentlichung: 28. November 2020                                  |
| 2021 | Leave Before You Love Me –                     | — | AT63 (8 Wo.)AT | — | UK24 Platin · (19 Wo.)UK | US19 ×2Doppelplatin · (22 Wo.)US | Erstveröffentlichung: 21. Mai 2021 Verkäufe: + 3.165.000; mit Marshmello |
| 2021 | Who’s in Your Head –                           | — | — | — | — | US92 (6 Wo.)US | Erstveröffentlichung: 17. September 2021                                 |
| 2023 | Waffle House The Album                         | — | — | — | UK22 Gold · (16 Wo.)UK | US57 (11 Wo.)US | Erstveröffentlichung: 7. April 2023 Verkäufe: + 400.000                  |
| 2023 | Strong Enough –                                | — | — | — | — | — | Erstveröffentlichung: 10. November 2023 feat. Bailey Zimmerman           |
| 2025 | Slow Motion Greetings From Your Hometown       | — | — | — | — | — | Erstveröffentlichung: 17. Januar 2025 feat. Marshmello                   |
| 2025 | Love Me To Heaven Greetings From Your Hometown | — | — | — | — | — | Erstveröffentlichung: 21. März 2025                                      |
| Folgende Lieder erschienen nicht als Single, wurden aber durch das Album zum Download und Streaming bereitgestellt und konnten somit eine Platzierung erlangen: |                                                | | | | | |                                                                          |
| |                                                | | | | | |                                                                          |
| 2008 | Pushin’ Me Away A Little Bit Longer            | — | — | — | — | US16 (2 Wo.)US | Charteinstieg: 2. August 2008                                            |
| 2008 | Shelf A Little Bit Longer                      | — | — | — | — | US100 (1 Wo.)US | Charteinstieg: 30. August 2008                                           |
| 2008 | BB Good A Little Bit Longer                    | — | — | — | — | US88 (1 Wo.)US | Charteinstieg: 30. August 2008                                           |
| 2008 | On the Line Don’t Forget                       | — | — | — | — | US100 (1 Wo.)US | Charteinstieg: 27. September 2008 mit Demi Lovato                        |

### Als Gastmusiker
| Jahr | Titel Album                                               | Höchstplatzierung, Gesamtwochen, AuszeichnungChartplatzierungen (Jahr, Titel, Album, Platzierungen, Wochen, Auszeichnungen, Anmerkungen) | Höchstplatzierung, Gesamtwochen, AuszeichnungChartplatzierungen (Jahr, Titel, Album, Platzierungen, Wochen, Auszeichnungen, Anmerkungen) | Höchstplatzierung, Gesamtwochen, AuszeichnungChartplatzierungen (Jahr, Titel, Album, Platzierungen, Wochen, Auszeichnungen, Anmerkungen) | Höchstplatzierung, Gesamtwochen, AuszeichnungChartplatzierungen (Jahr, Titel, Album, Platzierungen, Wochen, Auszeichnungen, Anmerkungen) | Höchstplatzierung, Gesamtwochen, AuszeichnungChartplatzierungen (Jahr, Titel, Album, Platzierungen, Wochen, Auszeichnungen, Anmerkungen) | Anmerkungen |
| Jahr | Titel Album                                               | DE | AT | CH | UK | US | Anmerkungen |
| ---- | --------------------------------------------------------- | --- | --- | --- | --- | --- | --- |
| 2008 | We Rock Camp Rock (O.S.T.)                                | — | AT70 (1 Wo.)AT | — | — | US33 (3 Wo.)US | Erstveröffentlichung: 20. Mai 2008 mit dem Camp Rock Cast                                                                     |
| 2009 | Send It On Send It On (US Digital EP)                     | — | — | — | — | US20 (5 Wo.)US | Erstveröffentlichung: 11. August 2009 mit Demi Lovato, Selena Gomez & Miley Cyrus                                             |
| 2010 | We Are the World: 25 for Haiti Hope for Haiti             | — | — | — | UK50 (1 Wo.)UK | US2 (5 Wo.)US | Erstveröffentlichung: 12. Februar 2010 mit Artists for Haiti                                                                  |
| 2019 | Runaway Dharma                                            | — | — | CH96 (1 Wo.)CH | — | US— ×7Siebenfachplatin (Latin)US | Erstveröffentlichung: 21. Juni 2019 Verkäufe: + 1.171.000; Sebastián Yatra feat. Daddy Yankee, Jonas Brothers & Natti Natasha |
| 2019 | Lonely Diplo Presents Thomas Wesley, Chapter 1: Snake Oil | — | — | — | UK89 (4 Wo.)UK | US— GoldUS | Erstveröffentlichung: 27. September 2019 Verkäufe: + 650.000; Diplo feat. Jonas Brothers                                      |
| 2025 | I Dare You –                                              | — | — | — | — | — | Erstveröffentlichung: 31. Januar 2025 mit Rascal Flatts                                                                       |

## Videoalben und Musikvideos

### Videoalben
- 2009: Jonas Brothers: The 3D Concert Experience (UK: Gold)
- 2009: Live: Walmart Soundcheck (CD+DVD)

### Musikvideos
| Jahr | Titel                        |
| ---- | ---------------------------- |
| 2005 | Mandy                        |
| 2007 | Year 3000                    |
| 2007 | Hold On                      |
| 2007 | S.O.S.                       |
| 2008 | When You Look Me in the Eyes |
| 2008 | Burnin’ Up                   |
| 2008 | Lovebug                      |
| 2009 | Tonight                      |
| 2009 | BB Good                      |
| 2009 | Love Is on It’s Way          |
| 2009 | Paranoid                     |
| 2009 | Fly with Me                  |
| 2013 | Pom Poms                     |
| 2013 | First Time                   |

## Boxsets
- 2008: A Little Bit Longer Limited Fanpack
- 2009: Lines, Vines and Trying Times Limited Box

## Promoveröffentlichungen
| Jahr | Titel Album                                | Anmerkungen                             |
| ---- | ------------------------------------------ | --------------------------------------- |
| 2005 | Mandy –                                    | Erstveröffentlichung: 2005              |
| 2009 | Keep It Real Lines, Vines and Trying Times | Erstveröffentlichung: 6. September 2009 |

## Sonderveröffentlichungen
Soundtrackbeiträge
- 2006: Poor Unfortunate Souls
- 2007: Kids of the Future
- 2008: We Got the Party (mit Hannah Montana)

## Statistik

### Chartauswertung
|                     | DE    | AT    | CH    | UK    | US     |
| ------------------- | ----- | ----- | ----- | ----- | ------ |
| Nummer-eins-Alben   | DE—DE | AT—AT | CH—CH | UK—UK | US3US  |
| Top-10-Alben        | DE—DE | AT—AT | CH—CH | UK4UK | US8US  |
| Alben in den Charts | DE5DE | AT4AT | CH5CH | UK5UK | US11US |

|                       | DE    | AT    | CH    | UK     | US     |
| --------------------- | ----- | ----- | ----- | ------ | ------ |
| Nummer-eins-Singles   | DE—DE | AT—AT | CH—CH | UK—UK  | US1US  |
| Top-10-Singles        | DE—DE | AT1AT | CH—CH | UK1UK  | US4US  |
| Singles in den Charts | DE7DE | AT7AT | CH8CH | UK15UK | US28US |

### Auszeichnungen für Musikverkäufe
| Land/RegionAuszeichnungen für Musikverkäufe (Land/Region, Auszeichnungen, Verkäufe, Quellen) | Silber     | Gold       | Platin         | Diamant     | Verkäufe   | Quellen                                |
| -------------------------------------------------------------------------------------------- | ---------- | ---------- | -------------- | ----------- | ---------- | -------------------------------------- |
| Argentinien (CAPIF)                                                                          | —          | —          | 2× Platin2     | —           | 80.000     | capif.org.ar                           |
| Australien (ARIA)                                                                            | —          | 2× Gold2   | 11× Platin11   | —           | 840.000    | aria.com.au                            |
| Belgien (BRMA)                                                                               | —          | 2× Gold2   | Platin1        | —           | 80.000     | ultratop.be                            |
| Brasilien (PMB)                                                                              | —          | 4× Gold4   | 9× Platin9     | Diamant1    | 660.000    | pro-musicabr.org.br                    |
| Chile (IFPI)                                                                                 | —          | Gold1      | —              | —           | 60.000     | Einzelnachweise                        |
| Dänemark (IFPI)                                                                              | —          | 3× Gold3   | 4× Platin4     | —           | 425.000    | ifpi.dk                                |
| Deutschland (BVMI)                                                                           | —          | —          | Platin1        | —           | 400.000    | musikindustrie.de                      |
| Ecuador (SOPROFON)                                                                           | —          | —          | 3× Platin3     | —           | 18.000     | Einzelnachweise                        |
| Frankreich (SNEP)                                                                            | —          | Gold1      | Platin1        | —           | 300.000    | snepmusique.com                        |
| Golf-Kooperationsrat (IFPI)                                                                  | —          | Gold1      | —              | —           | 3.000      | ifpi.org                               |
| Irland (IRMA)                                                                                | —          | 3× Gold3   | —              | —           | 17.000     | irishcharts.ie                         |
| Italien (FIMI)                                                                               | —          | 3× Gold3   | Platin1        | —           | 170.000    | fimi.it                                |
| Japan (RIAJ)                                                                                 | —          | Gold1      | —              | —           | —          | riaj.or.jp                             |
| Kanada (MC)                                                                                  | —          | 6× Gold6   | 28× Platin28   | —           | 2.500.000  | musiccanada.com                        |
| Kolumbien (ASINCOL)                                                                          | —          | —          | 3× Platin3     | —           | 60.000     | Einzelnachweise                        |
| Mexiko (AMPROFON)                                                                            | —          | Gold1      | 6× Platin6     | Diamant1    | 760.000    | amprofon.com.mx                        |
| Neuseeland (RMNZ)                                                                            | —          | Gold1      | 9× Platin9     | —           | 247.500    | aotearoamusiccharts.co.nz/ NZ2 NZ3 NZ4 |
| Niederlande (NVPI)                                                                           | —          | Gold1      | —              | —           | 20.000     | nvpi.nl                                |
| Peru (UNIMPRO)                                                                               | —          | —          | 3× Platin3     | —           | 18.000     | Einzelnachweise                        |
| Polen (ZPAV)                                                                                 | —          | 4× Gold4   | 7× Platin7     | —           | 385.000    | olis.pl                                |
| Portugal (AFP)                                                                               | —          | 4× Gold4   | 2× Platin2     | —           | 45.000     | Einzelnachweise                        |
| Schweiz (IFPI)                                                                               | —          | Gold1      | —              | —           | 10.000     | musikwoche.de                          |
| Singapur (RIAS)                                                                              | —          | Gold1      | —              | —           | 5.000      | rias.org.sg                            |
| Spanien (Promusicae)                                                                         | —          | 2× Gold2   | 7× Platin7     | —           | 530.000    | elportaldemusica.es                    |
| Venezuela (APFV)                                                                             | —          | Gold1      | —              | —           | 5.000      | Einzelnachweise                        |
| Vereinigte Staaten (RIAA)                                                                    | —          | Gold1      | 26× Platin26   | —           | 23.291.000 | riaa.com                               |
| Vereinigtes Königreich (BPI)                                                                 | 5× Silber5 | 5× Gold5   | 4× Platin4     | —           | 3.985.000  | bpi.co.uk                              |
| Zentralamerika (CFC)                                                                         | —          | —          | Platin1        | —           | 70.000     | cfc-musica.com                         |
| Insgesamt                                                                                    | 5× Silber5 | 49× Gold49 | 129× Platin129 | 2× Diamant2 |            |                                        |